# Битва за Слуцк
Битва за Слуцк — попытки казачьих полковников Яна Соколовского и Филона Гаркуши взять штурмом (позднее — осадить) Слуцк в августе и сентябре 1648 года в ходе антифеодальной войны 1648–1651 во время восстания Хмельницкого.

## История

### Восстание Богдана Хмельницкого
На Запорожской Сечи поднялось восстание во главе с Богданом Хмельницким. Повстанцы выбили польский гарнизон, а затем захватили большую часть современной территории Украины.Их войска пошли и севернее, на территорию современной Белоруссии.Там они тоже одержали ряд побед. После них казачий полковник Ян Соколовский возглавил наступление на Слуцк.

### Битва за Слуцк
Слуцким комендантом тогда был Ян Сосновский. Узнав, что под город подошли войска Яна Соколовского, он тут же начал слать гонцов к разным магнатам Речи Посполитой. Нужно отметить то, что подошедшие войска казаков не окружали город. Они просто стали рядом с ним. Комендант Ян Сосновский оказался в очень сложном положение, так как жители Слуцка были готовы на поднять бунт и перейти на сторону мятежников.
Ян Соколовский отправил в город письмо с просьбой разместить его воинов в предместье крепости. Получив письмо, Сосновский начал вести длительные переговоры с повстанцами, а окончил их лишь в тот момент, когда в город прибыло подкрепление от гетмана польного литовского Януша Радзивилла. Теперь сил было достаточно, чтобы контролировать случчан и отбивать атаки казаков.
Соколовский попробовал взять стену приступом, но приступ был отбит и он решил отступить.